# السبت (رواية)
السبت (بالإنجليزية: Saturday)‏ هي رواية للكاتب البريطاني إيان ماك إيوان، نشرت عام 2005.

## القصة
تدور أحداث الرواية في حي فيتزروفيا في لندن في يوم السبت 15 فبراير 2003، حين أقيمت مظاهرة ضخمة ضد اعتزام الولايات المتحدة الأمريكية شن حرب ضد العراق وغزوه في 2003.
الشخصية الرئيسية هي هنري بيرون، وهو جراح أعصاب يبلغ من العمر 48 عاماً، وكان قد خطط لقضاء الوقت مع عائلته في المساء. وحين ذهب إلى هناك اكتشف معنى التظاهر والهدف من الاحتجاج، والمشاكل التي ألهمته. لكن اليوم يخربه مقابلة مع رجل مضطرب عنيف. 
ولفهم أبعاد الشخصية ورؤيتها للعالم قضى الكاتب بعض الوقت مع جراح أعصاب. وتستكشف الرواية اهتمامه بالعالم المعاصر ومعنى الوجود فيه. فهذا الجراح رغم نجاحه في الحياة، لا يزال يكافح لفهم المعنى من حياته، ويحاول استكشاف رضاه الشخصي في عصر ما بعد الحداثة وفي العالم المتطور. ورغم ثفافته وتعليمه لا يشعر بأن له أي تأثير على مجريات الواقع السياسي. 

## التقدير
فازت الرواية بجائزة جيمس تيت بلاك التذكارية للكتابة الخيالية. وترجمت إلى أكثر من ثماني لغات.